# مبارز خیابانی آلفا ۲
مبارز خیابانی آلفا ۲ (به انگلیسی: Street Fighter Alpha 2) یک بازی رایانه‌ای به سبک مبارزه‌ای منتشر شده توسط شرکت کپ‌کام است. این بازی توسط کپ‌کام در فوریه ۱۹۹۶، برای دستگاه بازی آرکید عرضه شد. این بازی به عنوان دنباله و نسخهٔ بازراه‌اندازی شده مبارز خیابانی آلفا به‌شمار می‌رود.